# Donald Nielsen Jr.
Donald Morgan Nielsen Junior (* 18. Oktober 1951 in New London, New Hampshire) ist ein ehemaliger US-amerikanischer Biathlet.
Nielsen nahm 1980 erstmals an den Olympischen Winterspielen in Lake Placid teil. Im Sprintwettkampf über 10 Kilometer erreichte er Rang 44. Den Staffelwettbewerb über vier Mal 7,5 Kilometer beendete er mit seinen Teamkollegen Martin Hagen, Lyle Nelson und Peter Hoag Jr. auf dem 8. Platz. Bei seinen zweiten Olympischen Winterspielen 1984 in Sarajevo trat Nielsen wieder im Sprint an. Im Endklassement belegte er dabei Rang 42. In der Staffel mit Bill Carow, Lyle Nelson und Josh Thompson wurde das US-amerikanische Team 11.
Nielsen besuchte die Hotchkiss School bis zu seinem Abschluss 1970 und studierte anschließend in Dartmouth. Sein Studium der Altertumswissenschaft schloss er 1974 mit magna cum laude ab. Nach seinem Rücktritt vom aktiven Sport lebte er in Boulder, Colorado und arbeitete als Lehrer. Nach seiner Hochzeit mit einer Griechin zog Nielsen 1991 nach Griechenland.